# ローズ・マリー

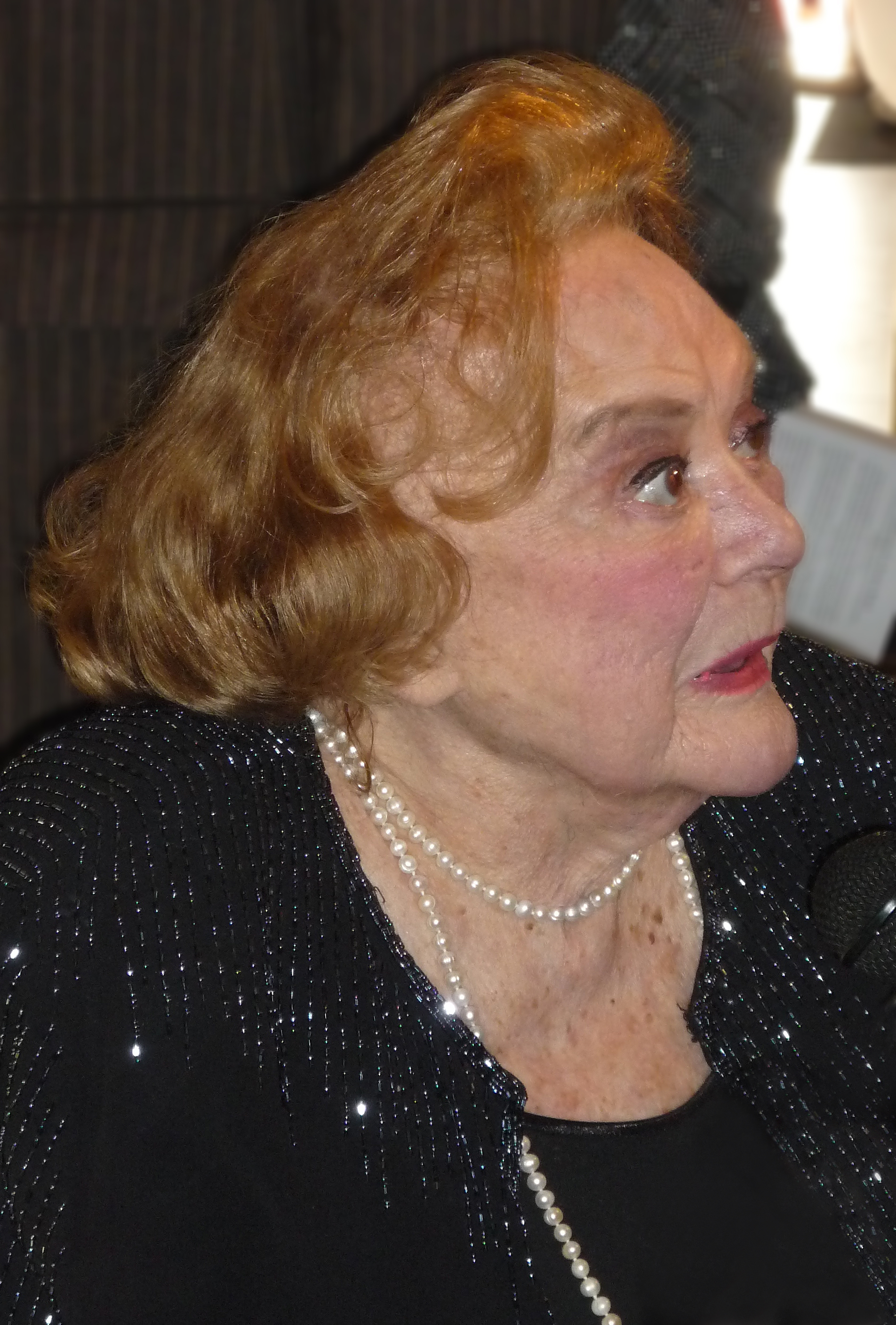
2010年（歳時）撮影

ローズ・マリー（Rose Marie、出生名：ローズ・マリー・マゼッタ（Rose Marie Mazzetta）。1923年8月15日 - 2017年12月28日）は、アメリカ合衆国の女優で、元子役、歌手、コメディアン、ヴォードヴィリアンでもある。
ニューヨーク州ニューヨーク市マンハッタン出身。生まれはイタリア系とポーランド系。夫ボビー・ガイ（1916年-1964年、ミュージシャン）との間に1子あり。
芸歴は90年に及び、ラジオ、音楽、映画、テレビ、舞台、ナイトクラブ等々、活躍した分野は多岐に亘る。3歳の時、アマチュアタレントコンテストで優勝し、以来、子役で歌手のベビー・ローズ・マリー（Baby Rose Marie）としてその名を馳せ、アメリカで最も人気のあるタレントになった。長じてのちはローズ・マリーと名乗り、広く知られるスターとして活躍し続けた。

## 来歴
2017年12月28日、カリフォルニア州ロサンゼルスのサンフェルナンド・バレーの中心地ヴァンナイズにて死去した。94歳没。